# سابوتسی آمبوهیترومبی
سابوتسی آمبوهیترومبی (به لاتین: Sabotsy Ambohitromby) یک منطقهٔ مسکونی در ماداگاسکار است که در آمبوهیدراتریمو واقع شده‌است. سابوتسی آمبوهیترومبی ۱۶٬۴۷۱ نفر جمعیت دارد و ۱٬۳۹۲ متر بالاتر از سطح دریا واقع شده‌است.